# Бадьёльск
Бадьёльск — деревня в Усть-Куломском районе Республики Коми Российской Федерации. Входит в муниципальное образование сельского поселения Помоздино.

## Этимология
Название дано по реке Бадьёль. Образовано от коми-зыр. бадь «ива, тальник» и ёль «лесной ручей». «Бадъ-iоль» — «речка, протекающая по ивняку».
Цитата из топонимического словаря Коми АССР А.И. Туркина:
В 1859 г. — Бадьвельская (Бадьиоль-ыв) при р. Бадьёль: коми бадь «ива, тальник; ивняк», баддя «заросший ивой, тальником», ёль «лесная речка», йыв «верховье», Бадьёль «речка, протекающая по ивняку» или Баддяёль «речка, заросшая ивой, тальником», Бадьёльйыв осмысливается как «верховье р. Бадьёль». В офиц. названии выступает распространенный топонимический суффикс -ск, который возник на почве русского языка под влиянием названий {соседних поселений} типа Деревянск, Сторожевск.

## География
Расположена в верховьях пересыхающих рек Верхний Бадьёль (коми-зыр. Катыд-Бадьяёль) и Нижний Бадьёль (коми-зыр. Улыс-Бадьяёль) (правые притоки реки Воль) в 70 км от районного центра села Усть-Куло́м на север—северо-восток, в 12 км от села Помоздино.

## Климат
Среднегодовая норма осадков, мм: 722.
Среднегодовая t: 0,8°C.
Абсолютные максимумы t: +35°C (июнь 1963г.); +5°C (декабрь 2001г.).  
Абсолютные минимумы t: -46°C (январь 1973г.); -5°C (июнь 1982г.); -20°C (12 апреля 2023г.), -2,5°C (1 июня 2018г.). 
Погодные аномалии: 1 июня 2018г., -2,5°C, шквалистый северо-западный ветер до 30м/с, метель, 20мм снеговых осадков.  
Глубина сезонного промерзания грунта: ⩽2м.

Продолжительность отопительного периода, суток: 250.
| Показатель | Янв.  | Фев.  | Март  | Апр. | Май | Июнь | Июль | Авг. | Сен. | Окт. | Нояб. | Дек.  | Год |
| --- | ----- | ----- | ----- | ---- | --- | ---- | ---- | ---- | ---- | ---- | ----- | ----- | --- |
| Средний суточный максимум, °C | −12,4 | −10,9 | −3,5  | 4,2  | 12  | 17,6 | 21,3 | 17,2 | 11,3 | 3,3  | −4,4  | −9    |     |
| Средняя температура, °C | −15   | −13,4 | −6,6  | 0,2  | 7,6 | 13,7 | 17,4 | 13,8 | 8,4  | 1,3  | −6,3  | −11,4 | 0,8 |
| Средний суточный минимум, °C | −17,8 | −16,3 | −10,2 | −4,4 | 1,9 | 8,7  | 12,6 | 9,9  | 5,4  | −0,8 | −8,6  | −9    |     |
| Норма осадков, мм | 43    | 37    | 43    | 47   | 62  | 88   | 76   | 80   | 72   | 70   | 55    | 49    | 722 |
| Средняя влажность, % | 80    | 80    | 78    | 73   | 62  | 66   | 68   | 74   | 79   | 82   | 85    | 82    |     |
| Источник: https://ru.climate-data.org/%d0%b0%d0%b7%d0%b8%d1%8f/%d1%80%d0%be%d1%81%d1%81%d0%b8%d0%b8%d1%81%d0%ba%d0%b0%d1%8f-%d1%84%d0%b5%d0%b4%d0%b5%d1%80%d0%b0%d1%86%d0%b8%d1%8f/%d1%80%d0%b5%d1%81%d0%bf%d1%83%d0%b1%d0%bb%d0%b8%d0%ba%d0%b0-%d0%ba%d0%be%d0%bc%d0%b8/%d0%b1%d0%b0%d0%b4%d1%8c%d0%b5%d0%bb%d1%8c%d1%81%d0%ba-1058440/ |       |       |       |      |     |      |      |      |      |      |       |       |     |

## Инфраструктура
Клуб (зал, сцена, доска почёта, краеведческий уголок, читальня, библиотека, архив). 
Фельдшерский пункт.
Продуктовый магазин.
Личное подсобное хозяйство. 
Основа экономики — сельское хозяйство.

## Сельское хозяйство

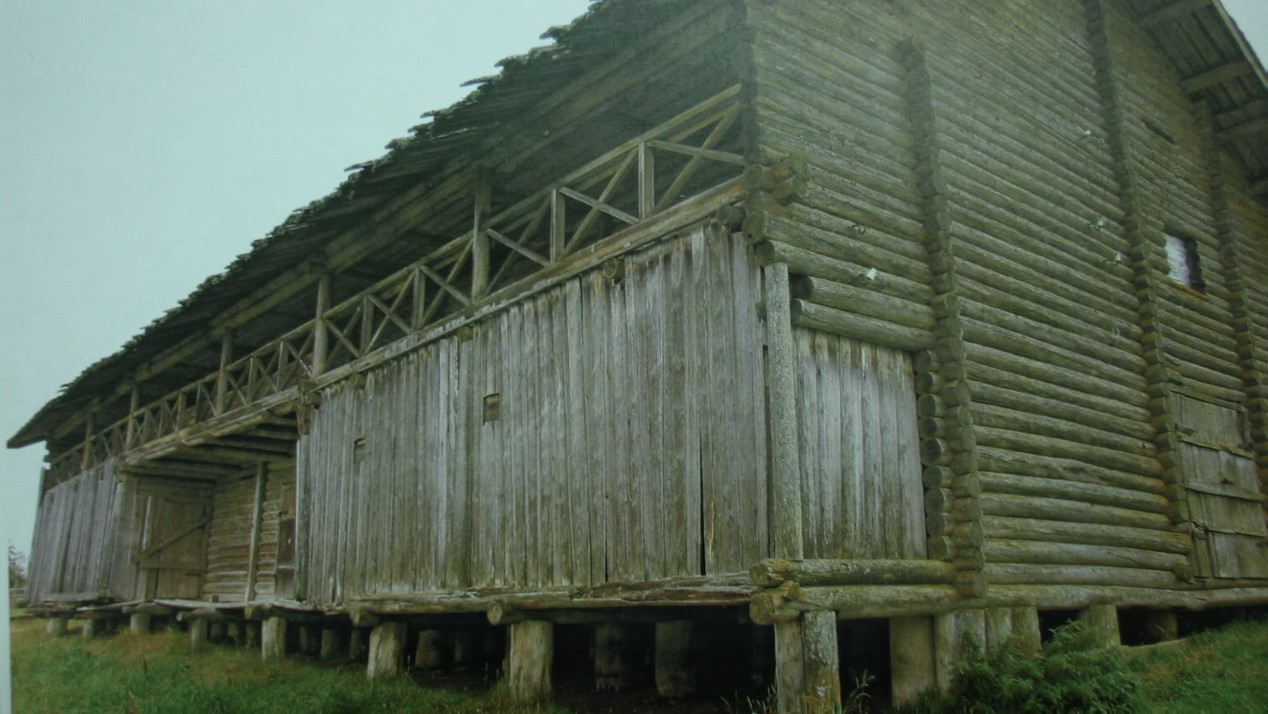
Амбар. Памятник деревянного зодчества. Символ усердия и трудолюбия бадьёльчан. Фото 2000-е.

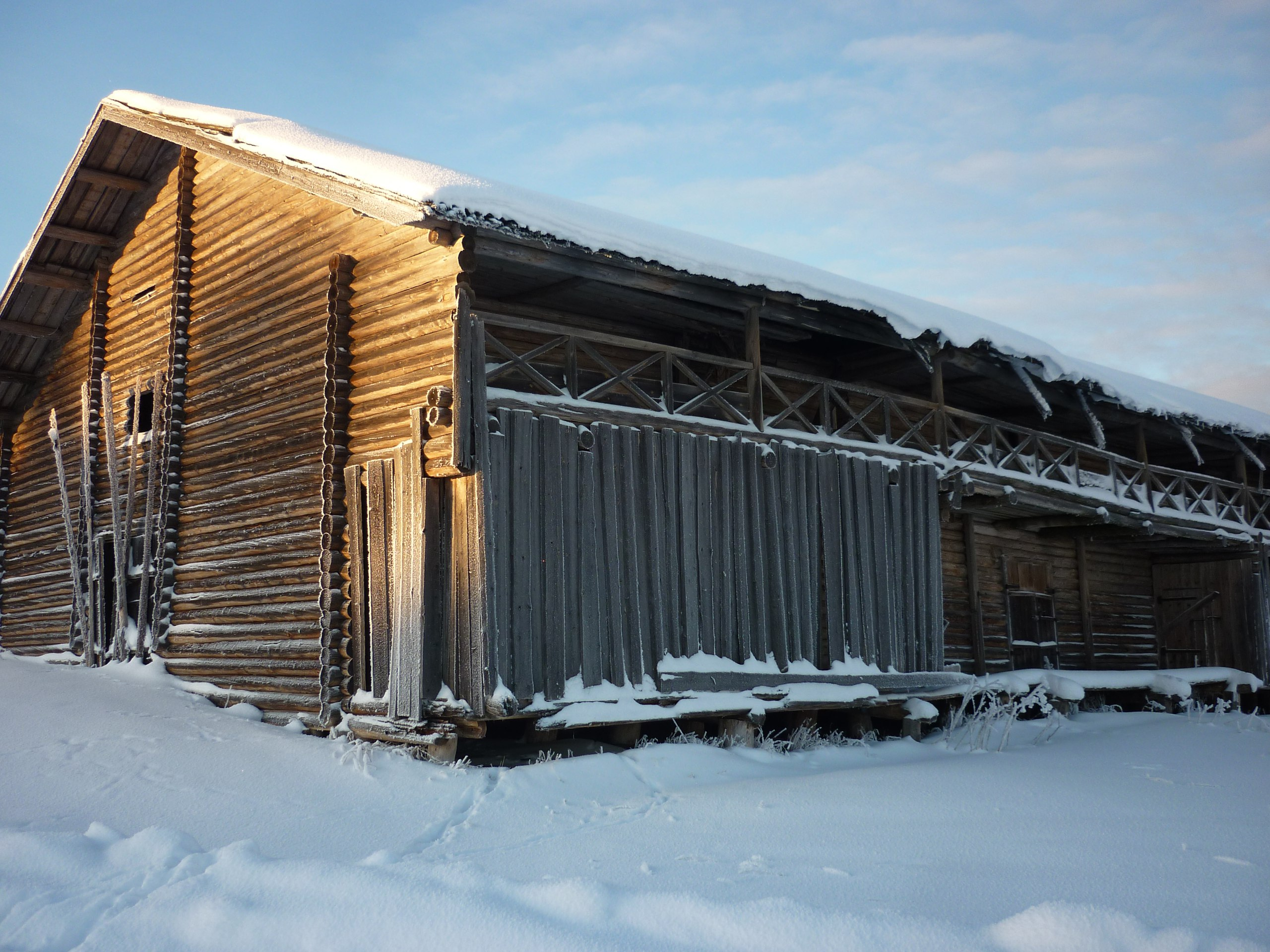
Амбар. Фото 2017.

### История и достижения
Рекордные урожаи яровых, кормовых злаков и сена собраны в 1928—1935гг. 
1950-е — ввод залежей в севооборот, подъём СХ в связи с реформами аграрного сектора и отменой госпоставок (оброка) в 1954 году.. 
1961 — лучшей свинаркой признана Уляшева Лидия Демидовна, откормившая 194 головы и сдавшая 75ц мяса, награждена Почётной грамотой.
1977 — за высокие производственные показатели Почётной грамотой награждён тракторист Бадьёльского отд. В.И. Уляшев.
1978 — Бадьёльская животноводческая ферма вышла победителем соцсоревнования.
1980 — 182 комсомольца боролись за звание «Лучший по профессии», лучшей молодой дояркой в районе за 1979 год стала Галина Уляшева, надои 3422кг.
1988, 19 апреля — за успешное выполнение планов по животноводству и соцобязательств за 1987 год Почётным вымпелом Государственного агропромышленного комитета СССР и комитета профсоюза агропромышленного комплекса РСФСР награждены Бадьёльская и Усть-Куломская животноводческие фермы (руководители А.Т. Уляшева и С.Г. Жиганов). Вручены денежные премии.
1994, 10 января —  лучшей дояркой прошлого года в районе признана Анна Семеновна Уляшева из деревни Бадьёльск, надоившая от каждой фуражной коровы 3541кг (17 доярок района и Бадьёльское отделение совхоза «Помоздинский» перешагнули трёхтысячный рубеж).

### Амбар

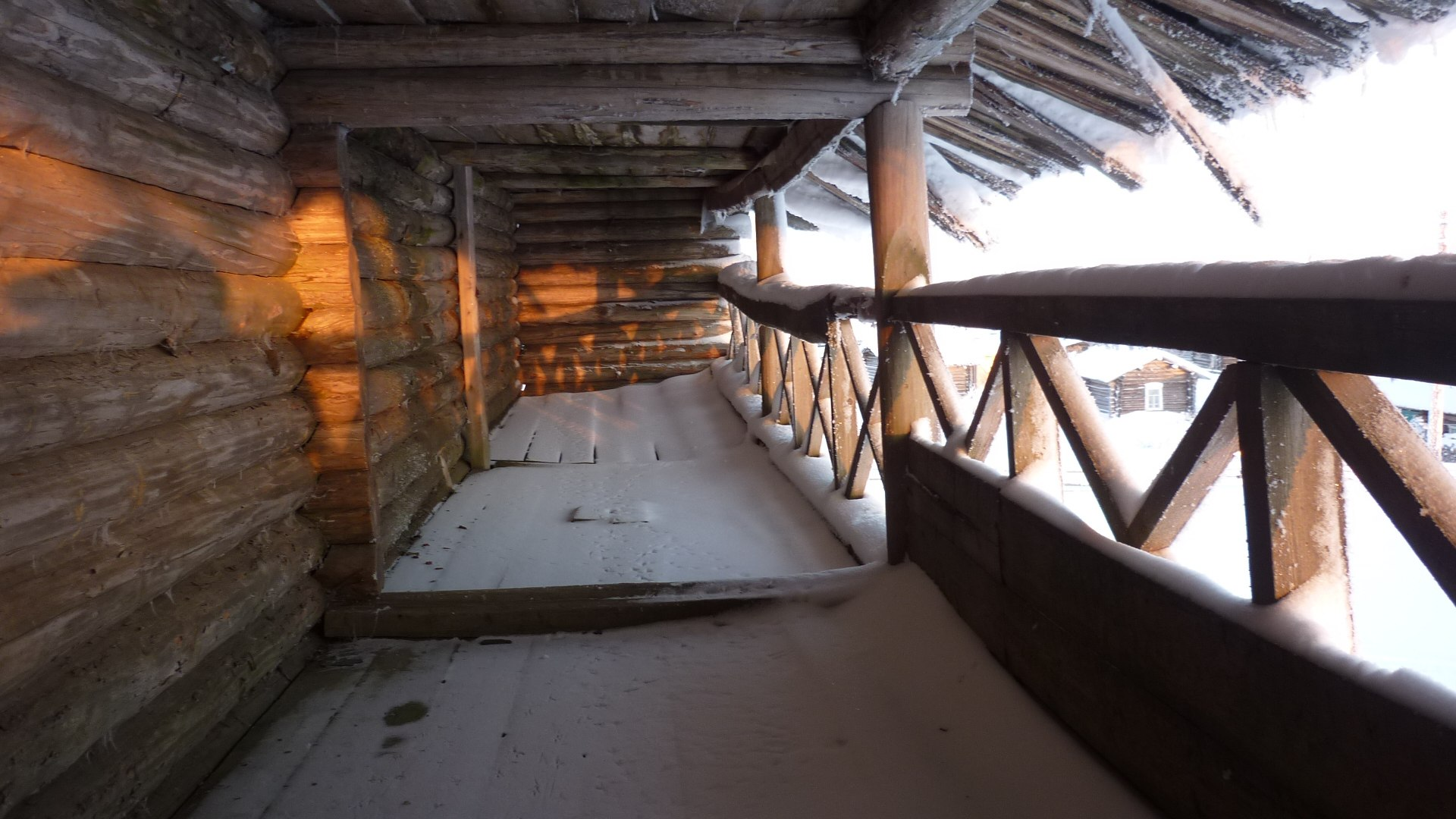
Балкон житницы. Фото 2017.

В 1930-х гг. бригадой из 20 мастеров-бадьёльчан под руководством опытного плотника Уляшева Ивана Павловича поставлен двухэтажный бревенчатый амбар. 
В январе 2023 года амбар разобран. 
В амбаре хранились хомуты, уздечки, вожжи, сита, серпы, лари для хлеба, деревянные грабли с родовыми знаками (т.н. «пасами»), амбарные книги, кованые замки. Все предметы старины были бережно перенесены в музей и стали частью экспозиции.  

### Трудовая слава

#### Орденом «Трудового Красного Знамени» награждены
- Уляшев Егор Ефимович, тракторист совхоза «Помоздинский» — 1971
- Уляшев Иона Федорович, звеньевой совхоза «Помоздинский» — 1973

#### Медалью «За трудовую доблесть» награждены
- Уляшева Галина Кирилловна, доярка совхоза «Помоздинский» — 1980

#### Медалью РСФСР «За преобразование нечерноземья РСФСР» награждены
- Уляшева Анна Семеновна, доярка совхоза «Помоздинский» — 1980
- Уляшев Василий Михайлович, тракторист совхоза «Помоздинский» — 1981
- Уляшева Анна Гавриловна, доярка совхоза «Помоздинский» — 1983

#### Медалью «За ударную работу в 11 пятилетке (1981-1985гг.) награждена
Ракова Анна Александровна, рабочая совхоза  «Помоздинский» — 1986

#### Почетного звания  «Заслуженный агроном Коми АССР» удостоена
Уляшева Нина Ивановна, агроном «колхоза им. Жданова» д. Бадьёльск — 1961

#### Заслуженные работники народного хозяйства Коми АССР
- Уляшева Анна Гавриловна, доярка совхоза « Помоздинский» — 1986
- Уляшева Анна Семеновна, доярка совхоза «Помоздинский» — 1982

#### Заслуженный работники Республики Коми
- Уляшев Валерий Иванович, шофер совхоза «Помоздинский» — 1995

#### «Отличник народного просвещения РСФСР» (1983) и «Ветеран труда» (1986)
- Уляшева Эмма Константиновна, учитель Бадьёльской начальной школы

### Аграрная перспектива
В настоящее время земельные угодья д. Бадьёльск общей кадастровой площадью 3км² не возделываются за нерентабельностью, что обусловлено:  
— кислой, местами торфянистой и супесчаной, бедной органикой и фосфором почвой;  
— большим количеством осадков при невысоком испарении, что способствует торфонакоплению;  
— неблагоприятными природно-климатическими условиями (частые смены воздушных масс, вызывающие резкие изменения и неустойчивость погоды);  
— низкими ночными температурами и заморозками в летние месяцы;  
— коротким вегетационным периодом 2,5—4 месяца.  
Характеристика почвы: сильно кислая (3,0—4,5pH), преимущественно хвойная, глубокоподзолистая (горизонт >30см), с промывным водным режимом и низкой влагоемкостью, скудный гумусовый горизонт. Почва подвержена водной эрозии, обеднена илистыми частицами и полуторными оксидами верхних горизонтов. 
Подзолистая почва малопригодна для большинства агрокультур. Для её (повторного) вовлечения в СХ необходим ряд мероприятий по систематичному внесению минеральных и органических удобрений, известкованию, регулированию водного режима, мелиорации, созданию мощного пахотного слоя, сопровождающихся радикальными изменениями почвенных режимов и морфологических признаков. 

## Транспорт
Деревня доступна автотранспортом. Остановка общественного транспорта «Бадьёльск». Автобус №554 ("Усть-Кулом, Центр" — "Диасеръя").  

## Население
В 1859 году в деревне было 28 дворов и 177 человек. В 1926 (НЭП) — 129 дворов и 638 человек. Постоянное население составляло 304 человека (коми 95 %) в 2002 году, 238 в 2010.  
| 1782 | 1859  | 1919  | 1926  | 1939  | 1959  | 1989  | 2000  | 2002  | 2007  | 2010  | 2020  | 2022  |
| ---- | ----- | ----- | ----- | ----- | ----- | ----- | ----- | ----- | ----- | ----- | ----- | ----- |
| 29   | ↗ 177 | ↗ 604 | ↗ 638 | ↗ 779 | ↘ 365 | ↘ 280 | ↗ 313 | ↘ 304 | ↘ 290 | ↘ 238 | ↘ 228 | ↘ 140 |

## Археология
Археологический памятник «Воль I».  
В 1958 году на правом берегу реки Воль, выше устья (северная окраина д. Бадьёльск), открыта древняя стоянка, предположительно эпохи позднего мезолита. Найдены кремниевые орудия труда микролитического облика. 

## История
Основана в 1745 году братьями Авраамом и Ефимом Уляше́выми из села Во́льдино. По народному преданию, братья «{...}, решили засеять хлебом подсеку на холме, гадая при этом, дозреют ли хлеба до холодов, и хлеб удался на славу».   
Впервые деревня официально упомянута в материалах IV-ой поду́шной переписи (ревизии) податно́го населения Российской Империи 1782 года как деревня Бадъёльская: 4 двора, 29 человек.  
1926 — НЭП.   
1932 — коллективизация.   
1935 — образован колхоз (ТСОЗ) «Выль Войвыв» («Новый Север») Вольдинского сельсовета, в 1950 переименован в «Колхоз им. Жданова».  
1968 — «колхоз им. Жданова» преобразован в совхоз «Помоздинский».      
1989, декабрь — открыт новый клуб («Дом Колхозника»).              
2002, 30 сентября — деревня вошла в состав сельскохозяйственного производственного кооператива «Помоздино».               

### Школа
1903, 3 октября (16 октября) открылось зе́мское училище. Под училище арендовали дом. Было выделено на образование 636 рублей: 300 руб. — зарплата учителю Тентюковой Анне Андреевне; 36 руб. — технический персонал; 300 руб. — мебель, парты, учебная литература, канцелярия. В 1904 году в училище было 19 учеников — 14 мальчиков и 5 девочек; 1908 — 23 м. и 13 дев., 1909 — 27 м. и 9 дев.                
1913—1914 — детей учила Шешукова Анна Павловна.   
1916 — училище переехало в новое здание. (н.д.)
1918 — Бадьёльское земское училище переименовано в «Школа первой ступени №75».   
1918, сентябрь—октябрь — в Бадьёльской школе работал Чисталев Вениамин Тимофеевич.   
1918, декабрь — в школе начал преподавать учитель родного языка Г.В. Попов.    
1919, март — в школу пришел учитель Пашнин Дмитрий из села Помоздино.     
Г.В. Попову и Д. Пашнину выплачивали зарплату по 717 руб. 50 коп.
В 1919 году из 167 детей возраста 8—13 лет, проживающих в Бадьёльске, школу посещали 95 человек (57%): в 1 класс ходили 48 человек, во 2 — 19, в 3 — 22, в 4 — 6.    
1930 — открылась новая 4-летняя школа 1-й ступени.  

#### Политика «зырянизации» — школьная реформа 1918 года
1918, 7 декабря — по решению Комиссии по зырянскому языку (А.А. Цембер, В.И Лыткин, В.А. Молодцов, и др.) Отдел народного образования Усть-Сысольского уезда издал Постановление «О допущении зырянского языка наряду с русским в делопроизводстве отдела и в официальных сношениях с учащими и учреждениями в пределах уезда».
9 декабря 1918 года — Постановление исполкома г. Усть-Сысольска, цитата:
1. Не допускать в первые два года обучения в 1-й ступени Советских школ употребления другого языка, кроме родного. 2. Применять в качестве средств обучения последние три года исключительно зырянский язык. 3. Начиная с третьего года обучения до конца учебного курса допустить преподавание русского языка как отдельного предмета, а не как средства обучения.
В связи с Постановлением, 15 декабря 1918 года учителем родного зырянского языка в Бадьёльской школе назначен Попов Григорий Васильевич из деревни Сордйыв.     

### Часовня Покрова Пресвятой Богородицы
1832 — на месте креста по коллективному обету, связанному с моровым поветрием холеры 1820-х гг., возведена каменная часовня Покрова Пресвятой Богородицы. 
Материал для строительства, вероятно, добывали на месторождениях известняка и доломита близ д. Диасёръя.
Объёмно-пространственная композиция: бесстолпный равносторонний четверик без подклета, прямоугольная алтарная апсида с северо—восточной стороны, шатровая четырёхскатная крыша, железная кровля; глухой барабан с классической луковичной главой, конусом и подкрестным яблоком; встроенная в юго—западный скат крыши четверика (со стороны входа в часовню) колокольня круглого сечения с тремя акустическими проёмами, пологой круглой односкатной крышей и шлемовидным навершием в основании шпиля; крест «процветший», «огненосный», с криновидными, фрактально размноженными окончаниями лопастей, в нижней части увенчан полумесяцем — цатой, являющей собой символ женского начала, что характерно для прихода Пресвятой Богородицы. 
Особенность часовни — ориентация оси по линии С-СВ—Ю-ЮЗ (23°/203°), в отличие от каноничной восток—запад.
1887 — на месте «обветшавшей» часовни поставлена новая деревянная.
1926 — здание часовни переоборудовано под клуб для нужд трудовой коммуны.
1989, декабрь — завершено строительство нового кирпичного здания клуба на старом фундаменте часовни.

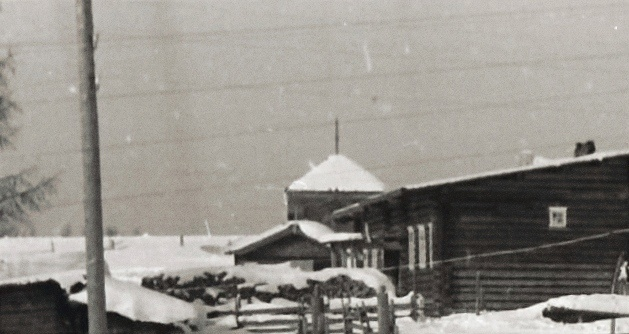
Деревянная Часовня Покрова Пресвятой Богородицы (четверик с притвором на заднем плане). 1971.

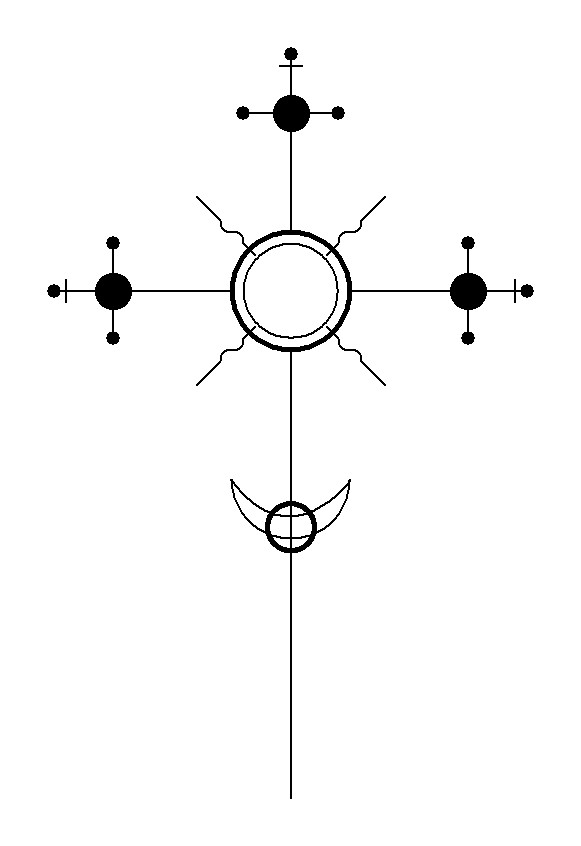
Условный чертеж. Воссозданные геометрия и пропорции креста белокаменной часовни XIX века.

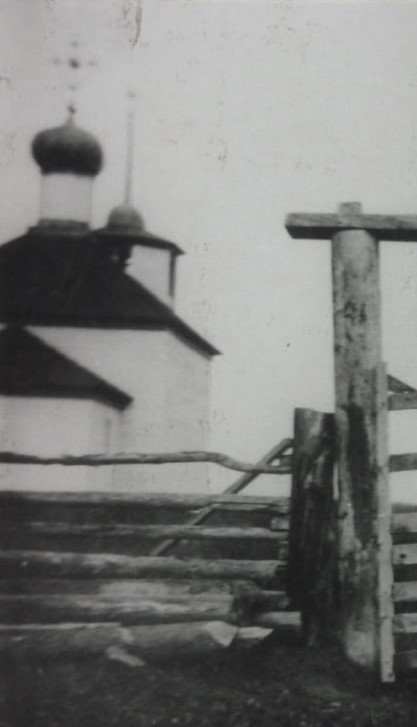
Каменная часовня Покрова Пресвятой Богородицы. Фотография — вторая половина XIX века. Снимок со стороны алтарной апсиды.

## Достопримечательности

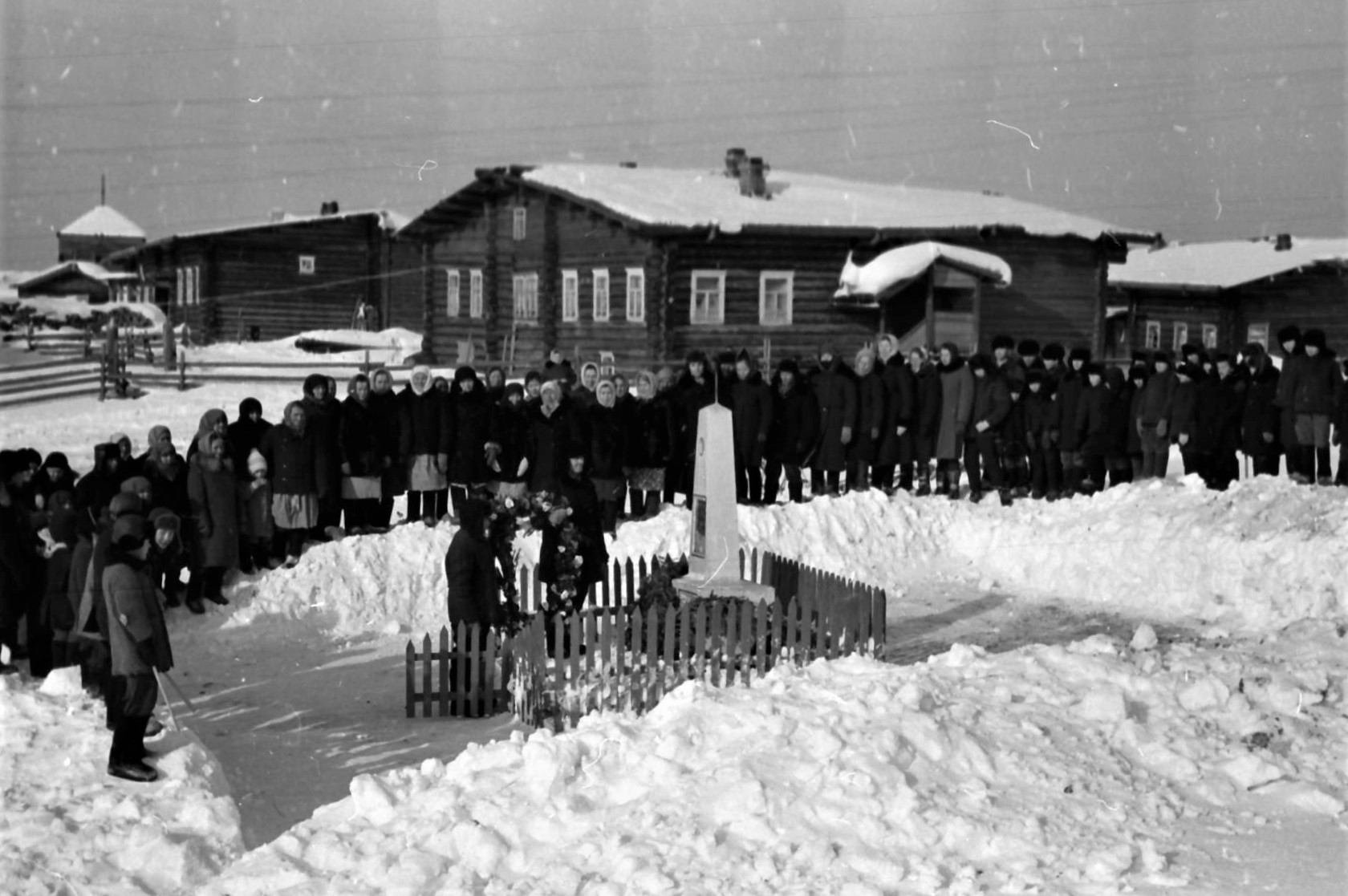
Возложение венка 23.02.1971. Обелиск 112-ти воинам-бадьёльчанам, погибшим и без вести пропавшим на фронтах Великой Отечественной войны. Поставлен по инициативе коренного жителя Бадъёльска Уляше́ва Евгения Егоровича (1928-2006), — поэта и публициста, участника ВОВ.

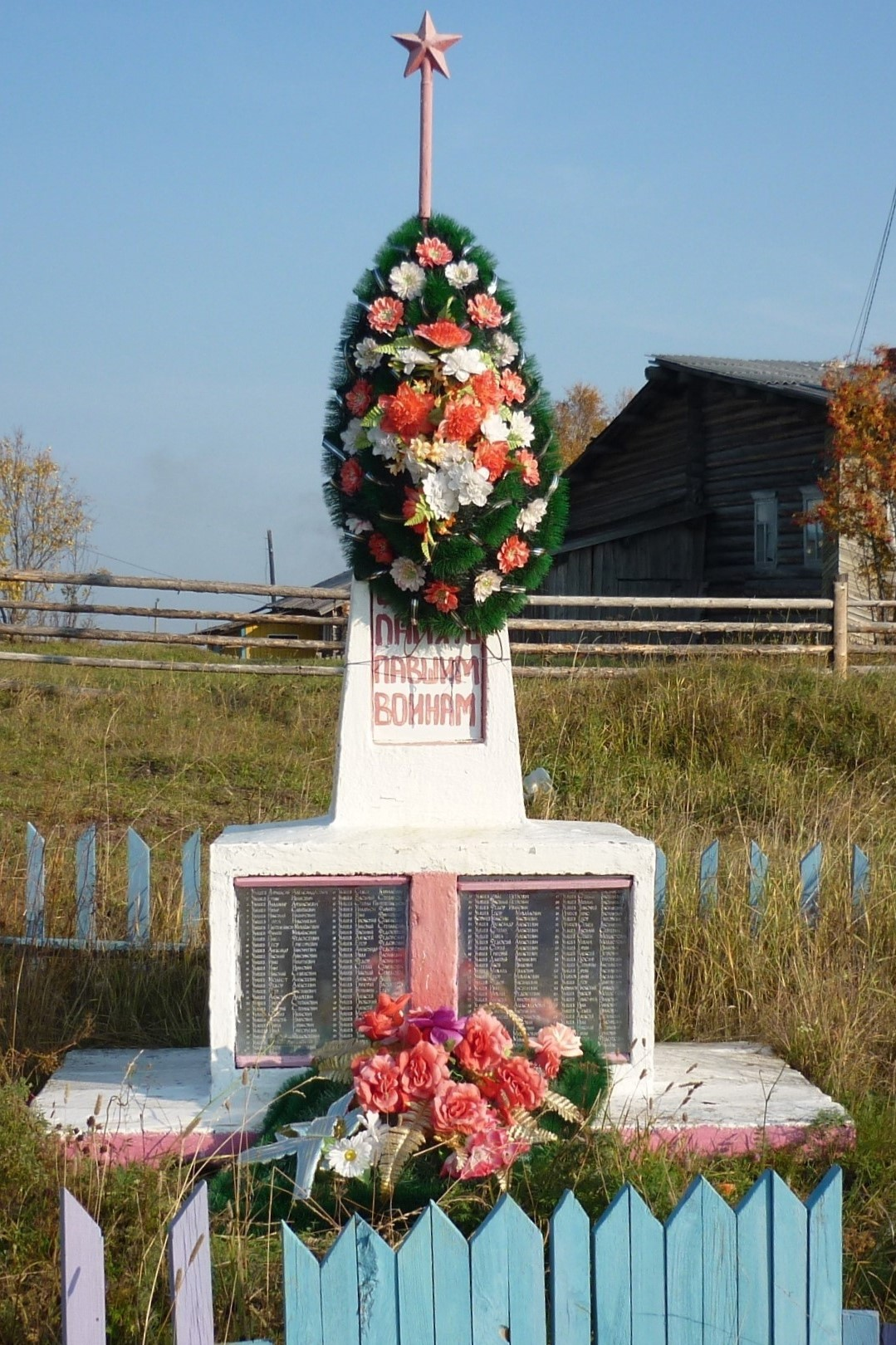
Обелиск 1969 года.

### Обелиск землякам, павшим и без вести пропавшим в годы Великой Отечественной войны
Открыт 12 июля 1969 года с исполнением церемониального акта по военным обычаям — три залпа в небо из карабинов. В этот же день состоялся митинг.  
– На сельском сходе решили поддержать идею фронтовика Евгения Уляшева. Дети и взрослые собирали на полях камни и везли к месту будущего обелиска. Сделали опалубку, сами приготовили арматуру. Совхоз выделил 800 килограммов цемента. Записали имена погибших и обратились на Сыктывкарский механический завод, чтобы отлить имена на латуни. Нужно было 672 рубля за работу, но деньги стало стыдно просить у односельчан, ведь в каждом доме вдовы и их дети. Обратились в партком завода, и на СМЗ сделали всю работу бесплатно. Выгравированный лист из города привез директор совхоза «Помоздинский». Сельчане отправили на завод благодарность и через газету поблагодарили рабочих.
 — Уляше́ва Нина Афанасьевна, местный краевед и библиотекарь. 

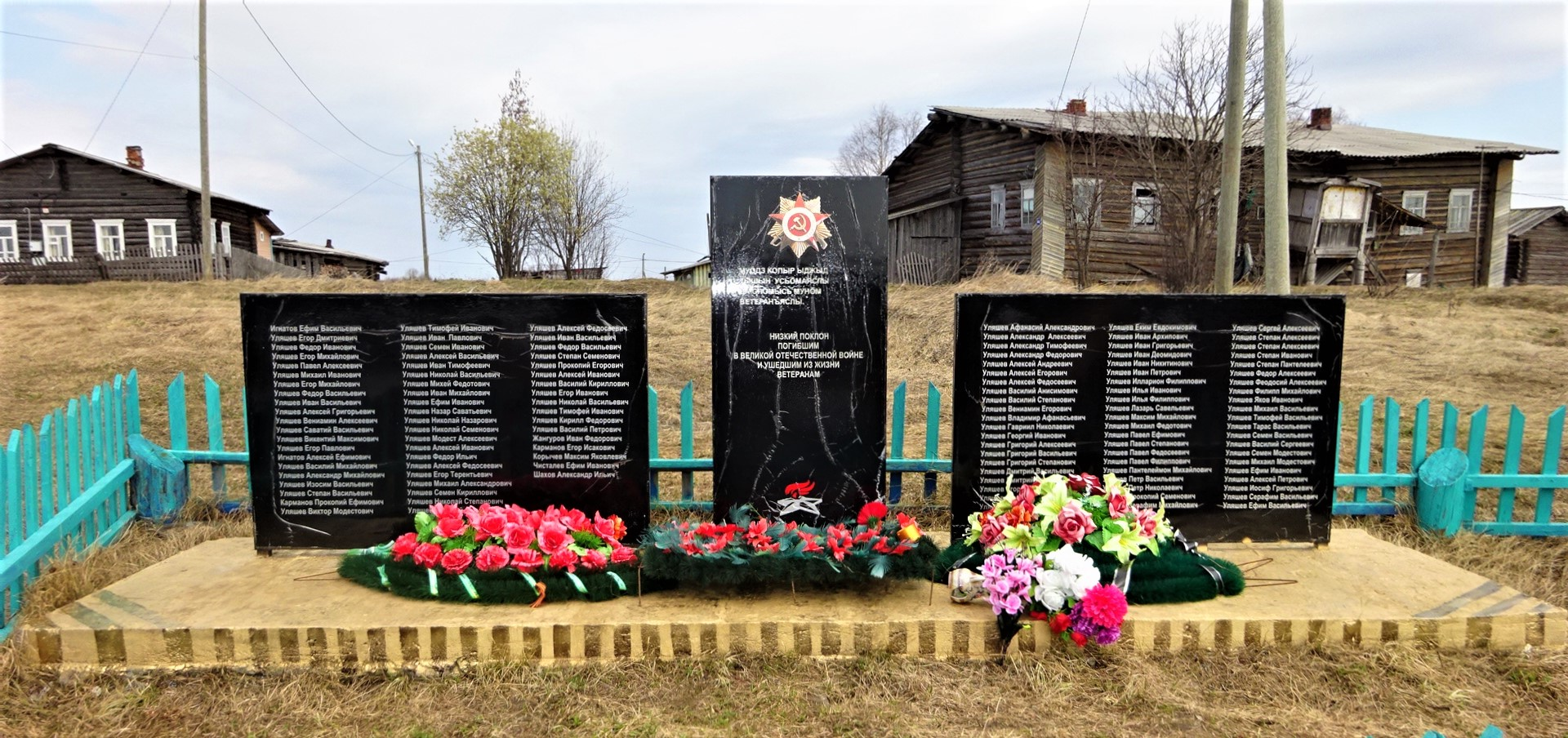
"Муӧдз копыр ыджыд тышын усьӧмаяслы да олӧмысь мунӧм ветеранъяслы. Низкий поклон погибшим в Великой Отечественной войне и ушедшим из жизни ветеранам." Обелиск 2016 года. 122 воина. Благодаря активной поисковой работе, организованной краеведом-библиотекарем Уляше́вой Ниной Афанасьевной, новый обелиск дополнен 10-ю именами.

### Новый обелиск
Открыт 2 сентября 2016 года.  
Построен на средства, выделенные администрацией сельского поселения «Помоздино». Фундамент изготовлен работниками пожарной части. Значительную финансовую помощь в установке оказали депутат сельского поселения А.В. Уляшев и предприниматель А.М. Холопов.   
В августе 2023 года заменены таблицы на обелиске, список дополнен именами.   

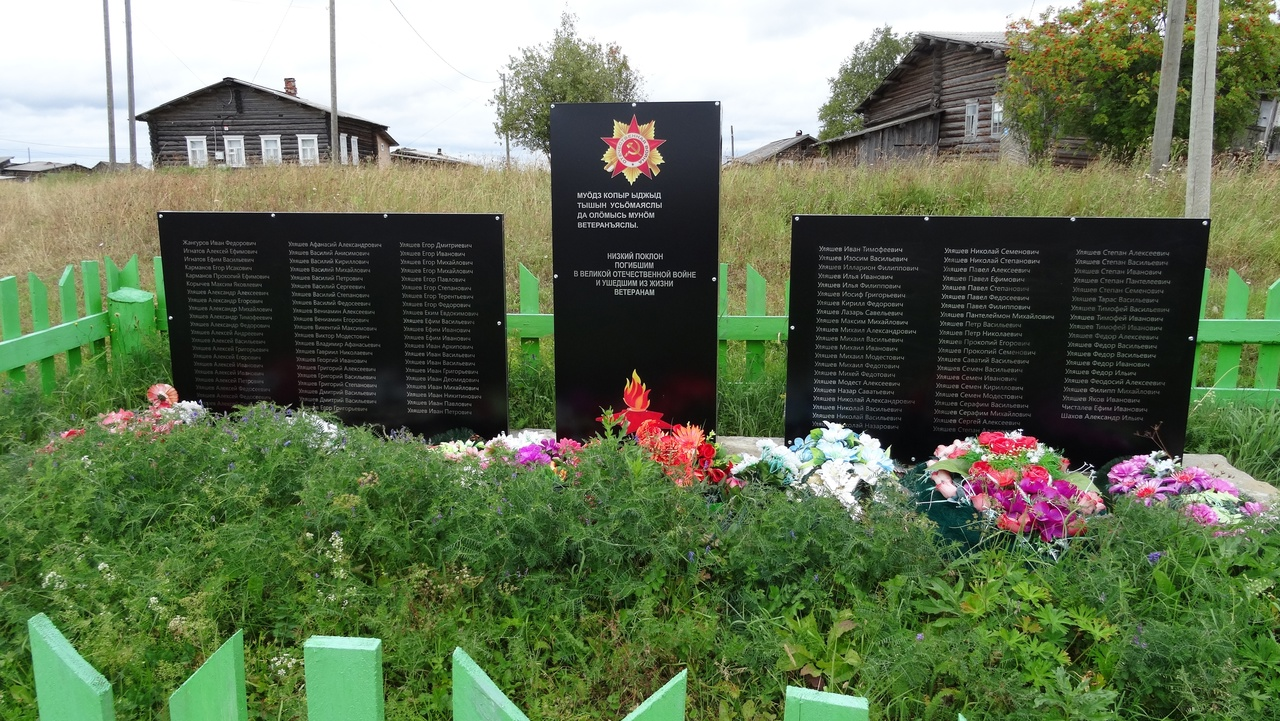
Обелиск с обновленными таблицами. 124 имени.

Ежегодно 9 мая и 22 июня у обелиска проводятся памятные митинги и акции.   
Шефствуют над мемориальным объектом МУК «Усть-Куломская ЦКС» и Помоздинский сельсовет.   

### Памятный знак Е.Е. Уляше́ву
20 июня 2015 года рядом с обелиском открыт памятный знак уроженцу д. Бадьёльск Уляше́ву Егору Ефимовичу — полному кавалеру Георгиевских Крестов, герою Русско-японской 1904—1905гг. и Первой Мировой войн.

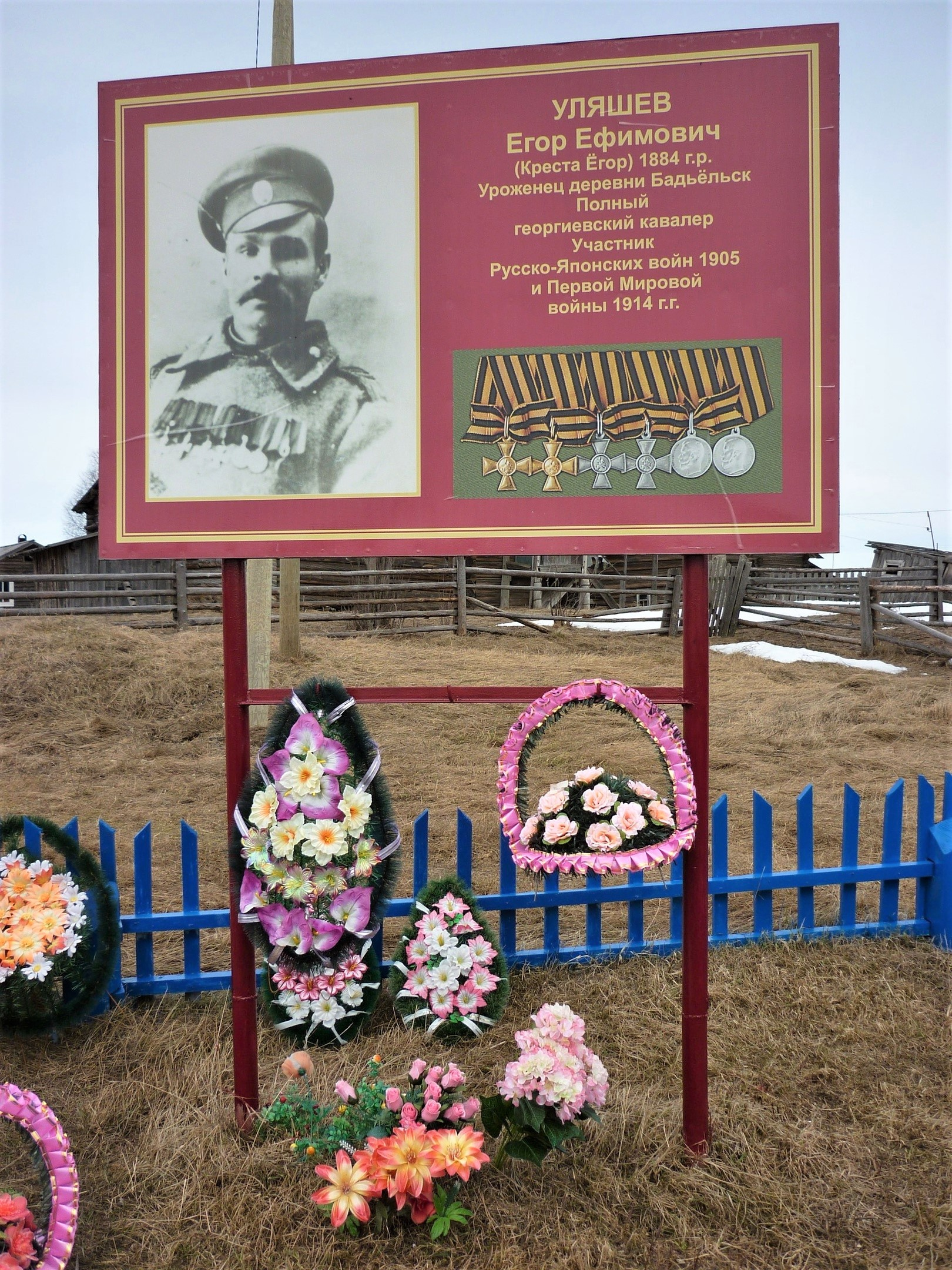
Памятный знак. Уляше́в Егор Ефимович (Крест Ёгор коми) (1878/1884—1942).